# Cite Bonjean (New Zealand) Memorial
Cite Bonjean (New Zealand) Memorial is een oorlogsmonument gelegen in de Franse gemeente Armentières (Noorderdepartement). Het monument staat op de Britse militaire begraafplaats Cité Bonjean Military Cemetery aan de noordwestelijke grens ervan en werd ontworpen door Herbert Baker. Het is opgebouwd uit bakstenen en natuursteen en is halfcirkelvormig. Op 4 witte stenen panelen staan de namen van 47 vermiste Nieuw-Zeelandse soldaten uit de Eerste Wereldoorlog die in de omgeving van Armentières sneuvelden. Deze slachtoffers vielen tussen juli 1916 en juni 1917. Een slachtoffer sneuvelde in april 1918. Het monument en de begraafplaats worden onderhouden door de Commonwealth War Graves Commission.
Dit monument is een van de acht memorials aan het westfront waarin Nieuw-Zeelandse vermiste militairen worden herdacht. Zij bevinden zich allemaal binnen bestaande begraafplaatsen.